# Доходный дом Э. Л. Нобеля
Доходный дом Э. Л. Нобеля — памятник архитектуры, входит в комплекс Жилого городка для служащих завода Л. Нобеля. Расположен в Санкт-Петербурге, современный адрес дома — Большой Сампсониевский проспект, 27, Лесной проспект, 20 корпус 8. Построен в 1910—1911 годах.

## История
В 1901 году Р. Ф. Мельцер создал план пятиэтажного дома в стиле эклектики, анахроничном к тому моменту, но строительство этого здания было заморожено.
Фасад построенного дома решён в стиле модерн, при этом Ф. И. Лидваль, архитектор, включил в композицию мотив аркады проезда во двор, отсылающий к итальянскому Ренессансу. Тройная арка без архивольтов ведёт во внутриквартальный проезд жилого городка завода.
Окна большие, широкие, редко расставленные, что нехарактерно для петербургского зодчества XIX века. В проезде использованы ионические колонны без архивольтов. Главный подъезд украшен по сторонам парами рустованных пилястр ионического ордера, на которых стоят скульптурные группы путти. Ось, в которой расположен подъезд пятиэтажного дома, подчёркнута башней с куполом, завершённым барабаном и луковичной главкой. Фасад композиционно делится на три части: основную левую пятиэтажную, узкую правую четырёхэтажную и между ними — часть с трёхпролётной высокой аркадой и галереей-лоджией над ней на четвёртом этаже. Лоджии разделены четырёхгранными столбами на отсеки. Фасад шершаво оштукатурен, в перемычках использован красный отделочный кирпич, на первом этаже — гранитные блоки. Окна лестницы по бокам украшены деревянными лопатками.
В доме были преимущественно пятикомнатные квартиры, в которых сохранились камины, двери, ванны и другие элементы оформления.

## Галерея

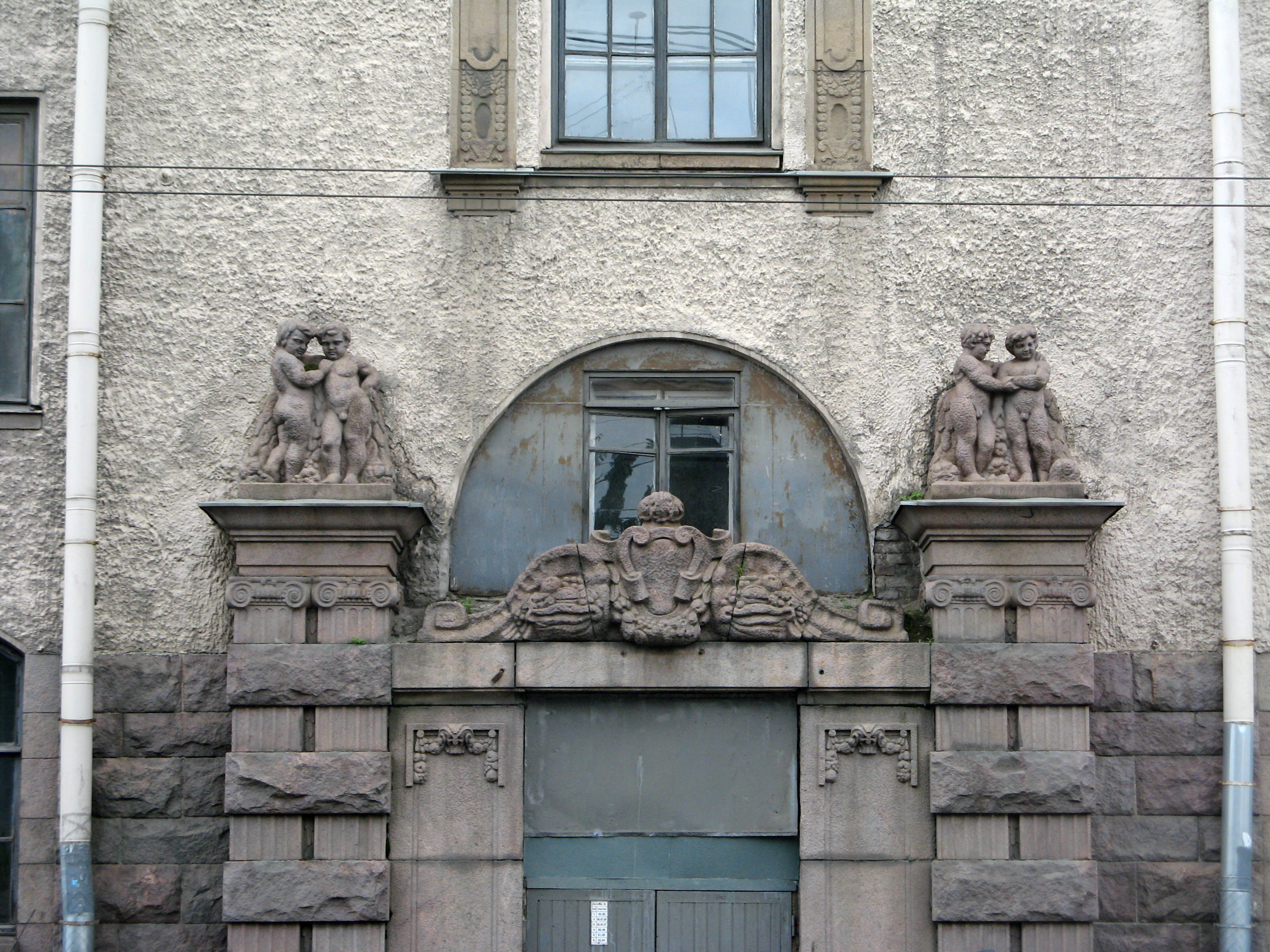
Путти над главным входом
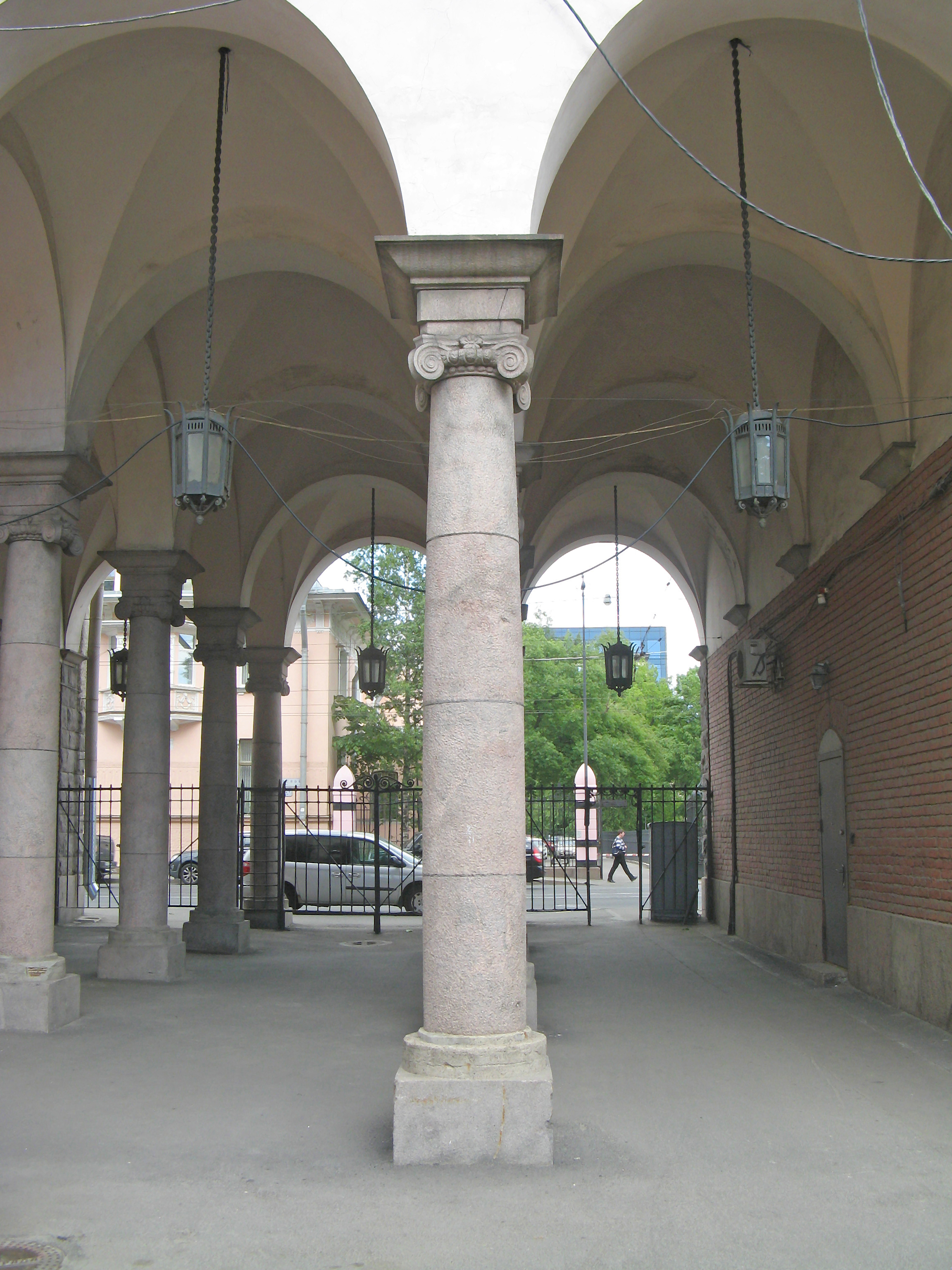
Проезд во двор